# بيت ساكنة بك
بيت ساكنة بك بناه عام 1846م والي مصر محمد علي لحفيده إسماعيل ثم أهداه إسماعيل ل «ساكنة بك» تقديرا منه لموهبتها النادرة.
المنزل مقام علي مساحة 880 متر بشارع الخليفة الذي يطل عليه المشربيات والنوافذ العملاقة وبوابته الخشبية العتيقة.

## الوصف
يتكون المنزل من طابقين الأرضي ينقسم إلى 3 أجنحة للحرملك ويحوي نحو 20 غرفة بالإضافة إلي مبني للخدم في مواجهة البوابة الخشبية. يضم الدور العلوي قاعات أرضها من الرخام وأسقفها منقوشة بماء الذهب كانت هذه القاعات مخصصة للبروفات ولاستقبال الخديو إسماعيل في حفلات خاصة له حينما يريد الاستماع إلي ساكنة. وهناك حمام علي الطراز العربي به فتحات في السقف مزينة بالزجاج المعشق ومصممة معماريا لإدخال الضوء للحمام طوال ساعات النهار.

## صاحبة اسم البيت
ساكنة التي منحها الخديو لقب بك كانت سيدة عصرها في الغناء وفي قمة شهرتها جاءتها فتاة تدعي ألمظ ضمتها ساكنة وأشركتها في حفلاتها، إلا أن نجم ألمظ تلألأ واستقلت عن «ساكنة» التي اعتزلت الغناء.